# Горчилин, Иван Дмитриевич
Ива́н Дми́триевич Горчи́лин (4 ноября 1909, Рузский уезд, Московская губерния — 25 марта 1972, Москва) — советский кинооператор, режиссёр документального кино.

## Биография
Родился 22 октября (4 ноября) 1909 года в деревне Марьино (ныне Рузский район, Московской области), где и окончил семилетнюю школу. В том же году по линии РЛКСМ был направлен на обучение в Государственный техникум кинематографии в Москву (с 1930 года — Государственный институт кинематографии). В 1926—1929 годах параллельно с учёбой работал фотолаборантом, с 1930 года — помощником оператора на фильмах «Весёлый прилавок» (1930), «Трудкоммуна» (1931). По окончании операторского факультета в 1931 году остался работать помощником оператора на киностудии «Межрабпомфильм». С ноября 1932 года по апрель 1933-го проходил службу в Красной армии в Ленинграде. По возвращении — вновь на «Межрабпомфильме» (с 1936 года — студия «Союздетфильм»), помощник оператора на картинах «Соловей-Соловушко» (1933), «Месяц май», «Один из десяти» (1934), второй оператор на «Последний табор» (1935), «Весёлые путешественники» (1937). В 1938—1939 годах как оператор работал с Александром Роу над постановками по мотивам русских народных сказок.
В 1943 году вместе со студией находился в эвакуации в Сталинабаде, также участвовал в съёмках Тегеранской конференции с участием глав трёх союзных держав: Рузвельта, Черчилля и Сталина. В 1944—1945 годах был уполномоченным «Союзинторгкино» в Тегеране.
С января 1946 года — оператор, а затем и режиссёр на Центральной студии документальных фильмов. Кроме фильмов является автором сюжетов для кинопериодики студии: «Новости дня», «Советский спорт», «Союзкиножурнал».
Член КПСС с 1939 года.
Скончался 25 марта 1972 года. Похоронен на Ваганьковском кладбище.

### Семья
- жена — Надежда Евсеевна Горчилина  (род. 1913);

- дочь — Елена Ивановна Горчилина (род. 1940);
- сын — Дмитрий Иванович Горчилин (род. 1948), в молодости работал помощником оператора на ЦСДФ;

- внук — Святослав Дмитриевич Горчилин, видеооператор и режиссёр студии «Partner».

## Избранная фильмография
Оператор
- 1938 — По щучьему веленью
- 1939 — Василиса прекрасная
- 1941 — Первопечатник Иван Фёдоров
- 1942 — Боевой киносборник № 9
- 1943 — Мы с Урала
- 1946 — Колхида
- 1953 — Великое прощание (в соавторстве)
- 1953 — Цветы на тканях
- 1954 — Международная ярмарка в Дамаске (совместно с С. Киселёвым)
- 1954 — На морских рубежах (в соавторстве)
- 1954 — По Сирии (совместно с С. Киселёвым)
- 1955 — На Всесоюзном совещании работников промышленности (совместно с И. Беляковым, В. Киселёвым, Б. Макасеевым, М. Поповой, А. Хавчиным)
- 1955 — На одном Уральском заводе
- 1955 — Пребывание парламентской делегации Сирии в Советском Союзе (совместно с О. Арцеуловым, Л. Зайцевым, Н. Шмаковым)
- 1956 — Мастера искусств Бирмы в Советском Союзе (совместно с Л. Зайцевым, И. Филатовым)
- 1956 — На одном Уральском заводе (совместно с М. Прудниковым, В. Придорогиным)
- 1956 — Открытие спартакиады народов СССР (в соавторстве)
- 1956 — Парламентская делегация Греции в СССР (совместно с Г. Захаровой, Ю. Леонгардтом)
- 1956 — Под куполом парашюта (совместно с А. Савиным, В. Воронцовым)
- 1957 — Международная ярмарка в Познани (совместно с И. Грачёвым)
- 1957 — Нерушима советско-германская дружба (совместно с Л. Панкиным, Л. Котляренко)
- 1957 — Правительственная делегация Монгольской Народной республики в СССР (совместно с П. Опрышко, А. Сологубовым)
- 1957 — Праздник нового мира (в соавторстве)
- 1957 — Хо Ши Мин в Москве
- 1958 — Фрунзенцы (совместно с Л. Зайцевым)
- 1959 — На чемпионате мира в Тегеране
- 1959 — СП-8
- 1959 — У края снежной пустыни
- 1960 — А. И. Микоян в Норвегии
- 1960 — Неру в Москве
- 1960 — Памятник ополченцам
- 1960 — Хоккеисты Канады играют в Москве (совместно с Г. Аслановым, А. Кокошвили, Л. Максимовым, И. Сокольниковым)
- 1961 — Асуан — надежда Египта (совместно с В. Копалиным)
- 1961 — Матч СССР — Япония
- 1961 — Могучие крылья (в соавторстве)
- 1961 — Порт-Саид (совместно с В. Копалиным)
- 1961 — Суэцкий канал (совместно с В. Копалиным)
- 1962 — Автографы на льду
- 1962 — Выставка в Аккре
- 1962 — Год 1962-й
- 1962 — Сельская книга
- 1962 — Шаги большой гимнастики (в соавторстве)[6]
- 1963 — Март — апрель
- 1964 — Открытый мир
- 1964 — Я кинолюбитель! (совместно с Н. Генераловым, И. Гутманом, Ю. Коровиным)
- 1965 — Отдых в Киярину
- 1966 — За четырьмя морями[7]
- 1966 — Пошехонское лето
- 1966 — Тульские ружья[8]
- 1967 — Йемен, февраль 67 (совместно с Б. Макасеевым)
- 1967 — Приметы времени (совместно с В. Комаровым)
- 1968 — На земле русской
- 1968 — Служу Советскому Союзу (в соавторстве)
- 1969 — Боевое оружие партии
- 1969 — В стране Ленина

Режиссёр
- 1959 — На чемпионате мира в Тегеране
- 1959 — СП-8
- 1959 — У края снежной пустыни
- 1962 — Выставка в Аккре
- 1963 — Март — апрель (также сценарист)
- 1966 — За четырьмя морями
- 1966 — А вы — охотник?[9]
- 1966 — Тульские ружья
- 1968 — На земле русской
- 1969 — В стране Ленина

## Награды
- медаль «За оборону Москвы» (1944)[2];
- медаль «За доблестный труд в Великой Отечественной войне 1941—1945 гг.» (1946)[3];
- орден «Знак Почёта» (1950)[3];
- нагрудный значок «Отличник кинематографии СССР» (1969)[3];
- почётная грамота Комитета по кинематографии при Совете Министров СССР и ЦК профсоюза работников культуры (1969)[3].

## Комментарии
1. ↑  Информационный портал «Память народа» указывает иную дату рождения — 21 сентября (4 октября) 1909 года[2].
2. ↑  В справочном издании 2005 года «Документальное кино XX века. Кинооператоры от А до Я» И. Горчилин значится как фронтовой оператор в годы Великой Отечественной войны[5], но он никогда не был на линии фронта и не снимал боевые действия[3].